# Condado de Llano
El condado de Llano es un condado del estado de Texas, Estados Unidos. Tiene una población estimada, a mediados de 2023, de 22 875 habitantes.
La sede del condado es Llano.
Tiene una superficie total de 2500 km² (de los cuales 80 km² están cubiertos de agua).
Fue fundado en 1856.

## Demografía

### Censo de 2020
Según el censo de 2020, en ese momento el condado tenía una población de 21 243 habitantes. La densidad de población era de 9 hab/km².
| Raza                   | Núm.   | Porc.   |
| ---------------------- | ------ | ------- |
| Blancos                | 18 388 | 86.56%  |
| Afroamericanos         | 105    | 0.49%   |
| Amerindios             | 169    | 0.80%   |
| Asiáticos              | 133    | 0.63%   |
| Isleños del Pacífico   | 4      | 0.02%   |
| De otras razas         | 770    | 3.62%   |
| De una mezcla de razas | 1674   | 7.88%   |
| Total                  | 21 243 | 100.00% |

Del total de la población, el 11.81% de los habitantes eran hispanos o latinos de cualquier raza.

### Estimación 2018-2022
Según la estimación 2018-2022 de la Oficina del Censo, el 15.9% de los habitantes tiene menos de 18 años de edad, el 47.0% tienen entre 18 y 64 años, y el 37.1% tienen 65 años o más. La edad promedio es de 57.4 años.
Los ingresos medios de los hogares del condado son de $64,241 y los ingresos medios de las familias son de $78,092. Los ingresos per cápita en los últimos doce meses, medidos en dólares de 2022, son de $48,116. Alrededor del 11.3% de los población está por debajo de la línea de pobreza, entre ellos el 22.3% de los menores de 18 años y el 7.5% de quienes tienen 65 años o más.

### Evolución demográfica
A continuación se presenta una tabla que muestra la evolución de la población entre 1900 y 2023.
| Año        | 1900 | 1910 | 1920 | 1930 | 1940 | 1950 | 1960 | 1970 | 1980   | 1990   | 2000   | 2010   | 2020   | 2023 (est.) |
| ---------- | ---- | ---- | ---- | ---- | ---- | ---- | ---- | ---- | ------ | ------ | ------ | ------ | ------ | ----------- |
| Habitantes | 7301 | 6520 | 5360 | 5538 | 5996 | 5377 | 5240 | 6979 | 10 144 | 11 631 | 17 044 | 19 301 | 21 243 | 22 875      |